# Episodi di As the Bell Rings (prima stagione)
Questa è una lista episodi della prima stagione della sit-com As the Bell Rings.
| nº | Titolo originale   | Titolo italiano                           | Prima TV USA      | Prima TV Italia   |
| -- | ------------------ | ----------------------------------------- | ----------------- | ----------------- |
| 1  | Flower Day         | Il giorno del fiore                       | 26 agosto 2007    | 27 settembre 2008 |
| 2  | Talent Show        | Lo show dei talenti                       | 26 agosto 2007    | 21 ottobre 2008   |
| 3  | The Dancing Dolls  | Il ballo scolastico                       | 31 agosto 2007    | 29 ottobre 2008   |
| 4  | To Go or Not to Go | Perché le ragazze vanno insieme in bagno? | 7 settembre 2007  | 30 ottobre 2008   |
| 5  | Bad Boy            | I ragazzi cattivi                         | 14 settembre 2007 | 8 ottobre 2008    |
| 6  | Ladder Dudes       | Suggerimenti                              | 21 settembre 2007 | 27 settembre 2008 |
| 7  | Slacked Someone    | I ragazzi grassotelli                     | 5 ottobre 2007    | 23 ottobre 2008   |
| 8  | Mascot Marvellous  | Skipper la mascotte                       | 19 ottobre 2007   | 22 ottobre 2008   |
| 9  | Quiz Winner        | Un test su Charlotte                      | 10 novembre 2007  | 13 ottobre 2008   |
| 10 | Lady Love          | Timidezza si o no?                        | 30 novembre 2007  | 15 ottobre 2008   |
| 11 | Web Synchorize     | La pagina web di Tiffany                  | 21 dicembre 2007  | 9 ottobre 2008    |
| 12 | Presidental        | Il nuovo presidente                       | 22 febbraio 2008  | 30 ottobre 2008   |
| 13 | The Kiss           | Il bacio                                  | 14 marzo 2008     | 27 settembre 2008 |
| 14 | The Geek Squad     | Il difensore Toejam                       | 21 marzo 2008     | 7 ottobre 2008    |
| 15 | Hall Monitor       | Il nuovo sorvegliante                     | 19 aprile 2008    | 6 ottobre 2008    |

## Flower Day
Danny e Charlotte vogliono segretamente scambiarsi, a vicenda, un fiore per il "Giorno dei Fiori".

## Talent Show
I ragazzi sono impegnati per la gara di talenti di scuola: Danny aiuta Charlotte a scrivere una canzone, Skipper cerca di imparare a fare il prestigiatore con le carte, Toejam cerca di suonare il clarinetto e il tamburo, Tiffany impara l'alfabeto al contrario e Brooke cerca di ballare.

## The Dancing Dolls
Danny vorrebbe riuscire a combattere la sua timidezza invitando Charlotte al ballo, ma non è così facile.
- Nota: L'episodio, il giorno della sua prima tv, è stato mandato senza la dicitura iniziale "nuovo episodio".

## To Go or Not to Go
I ragazzi sono curiosi di sapere perché le ragazze vanno in bagno assieme.

## Bad Boy
Per un malinteso, Danny pensa che a Charlotte piacciano i ragazzi duri, così si traveste da duro, insieme agli amici, per fare colpo su di lei. In conseguenza ad un altro malinteso, la stessa cosa viene pensata da Charlotte su Danny, in maniera da vestirsi anche lei da dura, insieme alle amiche.
Essendo quindi dei malintesi, a nessuno dei due piacciono i duri.
Nota: L'episodio si ispira al film Grease.

## Ladder Dudes
Skipper e Toejam si mettono su delle scale che danno sulla finestra, in modo da poter suggerire a Danny cosa dire a Charlotte. Ma succede un imprevisto.
Nota: Anche se accreditati, Carlson Young (Tiffany) e Gabriela Rodriguez (Brooke) non appaiono nell'episodio.
Nota: Per sbaglio, il 2 e il 16 ottobre 2008, l'episodio è stato mandato in onda con la dicitura iniziale "nuovo episodio", mentre era già stato mandato in prima visione il 27 settembre 2008.

## The Kiss
Danny, approfittando della recita di Romeo e Giulietta, vorrebbe baciare Charlotte nella scena finale.
Ma non avendo mai baciato una ragazza, deve chiedere aiuto a Skipper.
Nota: Anche se accreditati, Carlson Young (Tiffany), Gabriela Rodriguez (Brooke) e Seth Ginsberg (Toejam) non appaiono nell'episodio.

## Slacker Girl
Brooke, visto che ha preso B ad un compito per la prima volta, decide di non essere adatta per la scuola, adottando così un look "goth". Toejam, per piacerle, si traveste anche lui da goth.
Purtroppo, la B era una A e Brooke è tornata normale all'insaputa del ragazzo.
Nota: Anche se accreditati, Carlson Young (Tiffany), Tony Oller (Danny) e Collin Cole (Skipper) non appaiono nell'episodio.

## The Mascot
Skipper diventa la mascotte della scuola, un'aquila, e cerca così di conquistare Tiffany. Purtroppo, Tiffany ha una paura degli uccelli.
Nota: Anche se accreditata, Demi Lovato (Charlotte) non appare nell'episodio.

## The Quiz
Toejam scopre un test fatto da Charlotte in cui vi è scritto che a lei piace chi balla il Ballo del Saltello.
Purtroppo, il test lo aveva fatto la madre di Charlotte.
Nota: Carlson Young (Tiffany), Gabriela Rodriguez (Brooke) e Collin Cole (Skipper) hanno una parte marginale nell'episodio. 

## Ladies Man
Skipper, dopo aver letto un libro, riesce a parlare alle ragazze combattendo la sua timidezza, ma i consigli del libro sono inutili di fronte a Tiffany.
Nota: Anche se accreditate, Demi Lovato (Charlotte) e Gabriela Rodriguez (Brooke) non appaiono nell'episodio.

## Tiffany's Web
Toejam suggerisce a Tiffany di utilizzare Danny come cavia per provare l'orribile il vestito fatto da lei stessa.
Nota: Anche se accreditati, Demi Lovato (Charlotte), Gabriela Rodriguez (Brooke) e Collin Cole (Skipper) non appaiono nell'episodio.

## The Geek Squad
Visto che Frank chiama Brooke imbranata, gli amici, capitanati da Toejam, affrontano il ragazzo verbalmente.
Nota: Anche se accreditato, Collin Cole (Skipper) non appare nell'episodio.

## Hall Monitor
Skipper diventa il nuovo sorvegliante a scuola e fa rispettare troppo alla lettera le regole.
Nota: Anche se accreditata, Demi Lovato (Charlotte) non appare nell'episodio.